# Stockshöhe
Stockshöhe is een deel van de Duitse gemeente Morsbach. Stockshöhe telt 258 inwoners (2007). De plaats werd in 1866 voor het eerst in stukken genoemd.